# Sternidius misellus
Sternidius misellus là một loài bọ cánh cứng trong họ Cerambycidae.